# Мирко Вејновић
Мирко Вејновић (Мала Крупска Рујишка, код Босанског Новог, 1920 — Бусовача, код Травника, 19. децембар 1944), учесник Народноослободилачке борбе и народни херој Југославије.

## Биографија
Рођен је 1920. године у селу Мала Крупска Рујишка, код Босанског Новог. Потицао је из богате и угледне земљорадничке породице. После завршетка основне школе, у родоном селу, отишао је у Бањалуку, где је завршио нижу пољопривредну школу. Након тога је живео на селу и бавио се пољопривредом.
Након окупације Југославије и избијања устанка у његовом крају, 1941. године, са групом омладинца из свог села је ступио у устаничке јединице. Већ у првим борбама се истакао као храбар и одлучан борац, па је новембра 1941. године био примљен у чланство Савеза комунистичке омладине Југославије (СКОЈ). Био је упућен и на војно-политички курс, након чега је постао десетар у Новској партизанској чети.
Почетком 1942. године се истакао као бомбаш у заузимању усташког упоришта у Будимлић Јапри, код Оштре Луке. Налазио се тада у групи бомбаша, која је под заштитом митраљеске ватре, допузала до непријатељских ровова, након чега је бацио бомбе и ускочио у непријатељски ров. Како је у рову још било живих усташа, Мирко их је са борцима из групе побио, чиме је знатно допринео заузимању овог усташког упоришта. Марта 1942. године ова чета је ушла у састав Ударног батаљона и отишла у централну Босну, док је Мирко са својом десетином остао на терену. Касније је његова десетина је послужила као језгро за формирање Друге новске партизанске чете, чији је Мирко био команди.
У лето 1942. године његова чета је водила вишедневне борбе с бројнијим немачким и усташким снагама, успешно одолевајући њиховим нападима. Мирко је тада одабрао неколико бораца, с којим се провукао у позадину непријатеља и напао Команду усташког батаљона, што је изазвало панику код непријатеља и принудило га на повлачење. Приликом напада на Босански Нови, у лето 1942. године, борци Миркове чете су без тешког наоружања, наоружани само пушкама и бомбама, јуришали на оклопни воз у Уријама, на улазу у Босански Нови.
Октобра 1942. године када је формирана Шеста крајишка ударна бригада, Миркова чета је ушла у њен састав. Октобра 1943. године Мирко је био постављен најпре за заменика команданта, а потом за команданта Трећег батаљона Шесте крајишке бригаде. Погинуо је 19. децембра 1944. године, у близини села Бусовача, код Зенице, у борби његовог батаљона против немачко-усташких снага, које су штитиеле комуникацију Сарајево—Босански Брод.
Указом председника Федеративне Народне Републике Југославије Јосипа Броза Тита, 27. новембра 1953. године, проглашен је за народног хероја.